# プンティウス
プンティウスはコイ亜科に属する小型熱帯魚の総称。観賞魚としてラスボラに次いで多くの種類が親しまれている。代表種はスマトラ Puntigrus tetrazona で、ラスボラに比べると体高が高く、活発な種類が多い傾向がある。ただ、スマトラを始めとして性質が荒い種類が多く、同居相手によっては深刻な問題を引き起こす可能性もある。例えば、エンゼルフィッシュやグッピーのようなヒレの長い魚はヒレをつつかれて衰弱してしまうことから、それらの種類との同居はすすめられない。生息地が南米やアフリカなどの原産の魚よりも日本に近いため、輸送手段が未発達な時代でも比較的容易に輸入することができた。そのため、日本ではラスボラやグラミーなどの魚と並んで非常に古くから飼育されている熱帯魚の一つとして知られている。

## 分類
かつてのプンティウス属 Puntius は数百種を含む非常に大きな属だったが、その単系統性に疑問が生じたことから、分子系統解析の結果に基いておよそ20程度の属に分割された。その多くがコイ亜科内の1族である Smiliogastrini に、一部は別族である Poropuntiini に含められている。

## 代表種
学名はFishbaseによる。
スマトラ
学名：Puntigrus tetrazona (Bleeker, 1855)、英名：Tiger Barb
体長 7 cm。インドネシアのスマトラ島・ボルネオ島に分布。古くから一般的に親しまれてきた熱帯魚の一つ。学名の通り体に四本の緑色を帯びた黒い帯模様が入り、鰭が赤く染まる。非常に飼育しやすく活発に泳ぎ回るが、性格が荒い魚として有名。スマトラのみか、本種と張り合えるような魚と飼育する必要がある。全身がメタリックな暗緑色におおわれるグリーンスマトラや、アルビノなどの改良品種や人工的に着色料を注入したものも多い。
ポストフィッシュ
学名：Puntius lateristriga (Valenciennes, 1842)、英名：Hammer Barb
体長 15 cm。生息地・タイ・マレーシア・インドネシア。全長15cmに達する中型の魚で、名前は2本の横縞と1本の縦縞からなる郵便局のマークに似た模様に由来する。このマークが郵便局を指すのは日本だけなので、海外ではハンマーバルブと呼ばれる。

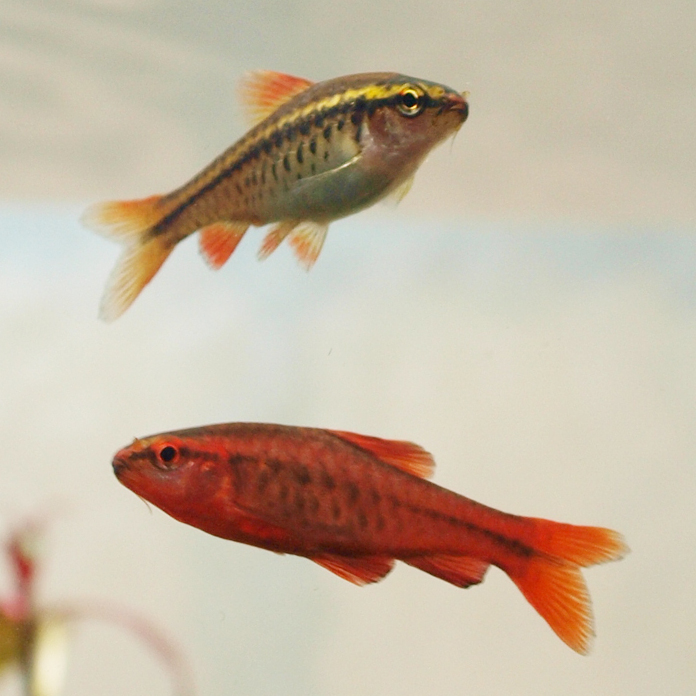
チェリーバルブ
学名：Puntius titteya Deraniyagala, 1929
体長 4 cm。生息地・スリランカ。他種よりも若干体高が低い小型のプンティウスの一種。婚姻色を呈した雄は非常に濃い紅色に染まる。ショートボディタイプ(突然変異で体長が極端に縮んだ固体)も一般に販売されている。若干青みがかった野生採集個体が市場に出ることもある。
ロージー・バルブ
学名：Pethia conchonius (Hamilton, 1822)
体長 5 cm。生息地・インド。古典的なPuntiusの一種で、体全体がオレンジ色になる。
オデッサ・バルブ
学名：Pethia padamya (Kullander & Britz, 2008)
体長 5 cm。頭部の後方から尾びれまで、鮮やかな赤からオレンジ色の発色のある美しい魚。以前は改良品種とされていたが近年野生個体が輸入された。
プンティウス・ゲリウス
学名：Pethia gelius (Hamilton, 1822)
体長 4 cm。生息地・インド。透明感の高い黄色い体に、不明瞭な黒い縞模様が入る繊細な外見の魚。プンティウスとしては珍しいことに非常におとなしく、スマトラなどの種類とは別の意味で同居魚に注意する必要がある。環境の変化にも弱いため入荷したての個体はやせていて餌を受け付けないこともあるが、水槽に慣れれば比較的飼いやすい。亜種にPethia gelius canius がある。
プンティウス・ペンタゾナ
学名：Desmopuntius pentazona (Boulenger, 1894)
体長 5 cm。生息地・ボルネオ島。オレンジ色の地にスマトラに似た横縞が入る魚で、基亜種 D. p. pentazona の他に2つの亜種が存在する。特にD. p. rhomboocellatus 亜種は、縞模様が崩れて独特のドーナツ型となるユニークな外見から人気がある。スマトラよりは性質はおとなしく、他種との混泳は容易。
レッドライン・トーピードバルブ
学名：Sahyadria denisonii (Day, 1865)
体長 20 cm。生息地・インド。近年になって輸入されるようになった中型のプンティウスの一種。尾鰭の両端にシザーステールラスボラのような白黒の模様が入り、胴体の黒いラインに沿うように頭部から体の中央にかけて赤い発色がある美しい魚。レッドノーズ・トーピードバルブという本種に似た魚が存在する。非常に活発なため、飼育にはある程度の大きさの水槽を必要とする。
レッドフィン・バルブ
学名：Barbonymus schwanenfeldii (Bleeker, 1854)
体長 30 cm。生息地・インドシナ半島。Smiliogastrini とは別の系統である Poropuntiini に属し、他のプンティウスと比べ非常に大型になる。飼育には広い水槽が必要。尾鰭・腹鰭・臀鰭が赤く染まる。